# Мілан Ухде
Мілан Ухде (чеськ. Milan Uhde; нар. 28 липня 1936, Брно) — чеський драматург і політик, член Громадянської демократичної партії.
Ухде раніше працював у літературному журналі, але видання було заборонене в 1972 році. Він підписав Хартію прав людини 77, яка ще більше погіршила його відносини з владою.
Ухде був членом Парламенту Чехословаччини та Чеській національній раді з 1990 до 1992 року. Був призначений головою у 1992 році. Також був головою Палати депутатів Чеської Республіки з 1993 по 1996 рік. Повернувся до письменницької кар'єри в 1998 році.